# 本納駅
本納駅（ほんのうえき）は、千葉県茂原市本納にある、東日本旅客鉄道（JR東日本）外房線の駅である。

## 歴史
- 1897年（明治30年）4月17日：房総鉄道の駅として開設[1]。旅客・貨物取扱[2]。
- 1907年（明治40年）9月1日：房総鉄道が買収され、帝国鉄道庁の駅となる[1]。
- 1971年（昭和46年）7月1日：貨物取扱廃止[2]。
- 1987年（昭和62年）4月1日：国鉄分割民営化に伴い、東日本旅客鉄道（JR東日本）の駅となる[1]。
- 1997年（平成9年）6月29日：構内がCTC化[3]。
- 2001年（平成13年）11月18日：ICカード「Suica」の利用が可能となる[広報 1]。
- 2010年（平成22年）12月4日：データイムのみ京葉線直通の快速列車が停車を開始[4]。
- 2014年（平成26年）3月31日：この日限りでみどりの窓口の営業を終了。
- 2024年（令和6年）3月：自動改札機が撤去され、簡易Suica改札機が設置。

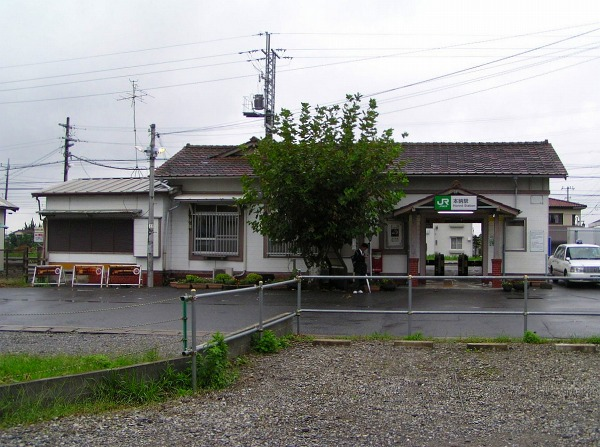
屋根塗り替え前の駅舎（2005年10月）

## 駅構造
駅舎の東側に接して単式ホーム1面1線、そのさらに東側に島式ホーム1面2線と、計2面3線を有する地上駅。二つのホームは駅舎の新茂原方にある跨線橋で結ばれている。
駅舎は木造駅舎で、基礎部分がレンガ積みとなっているのが特徴的である。内部には広い待合所のほか、自動券売機、簡易Suica改札機が設置されている。その他、トイレ（2008年3月供用開始）と島式ホーム部に締め切り可能な待合所が一棟設置されている。
2006年（平成18年）までは直営駅であったが、それ以降はJR千葉鉄道サービスが駅業務を受託する業務委託駅となり、現在はJR東日本ステーションサービスが駅業務を受託している。なお茂原統括センター（茂原駅）が当駅を管理している。
2010年（平成22年）2月10日より外房線PRC型自動放送が導入された。

### のりば
| 番線 | 路線    | 方向 | 行先                       | 備考     |
| ---- | ------- | ---- | -------------------------- | -------- |
| 1    | ■外房線 | 下り | 茂原・大原・安房鴨川方面   |          |
| 2    | ■外房線 | 下り | 茂原・大原・安房鴨川方面   | 待避列車 |
| 2    | ■外房線 | 上り | 大網・東金・千葉・東京方面 | 待避列車 |
| 3    | ■外房線 | 上り | 大網・東金・千葉・東京方面 |          |

（出典：JR東日本:駅構内図）
- 上下共に1本ずつ、2番線に発着している。
- ホームは10両編成までに対応する。停止位置目標はホームを越えて11両、15両のものも設置されている。

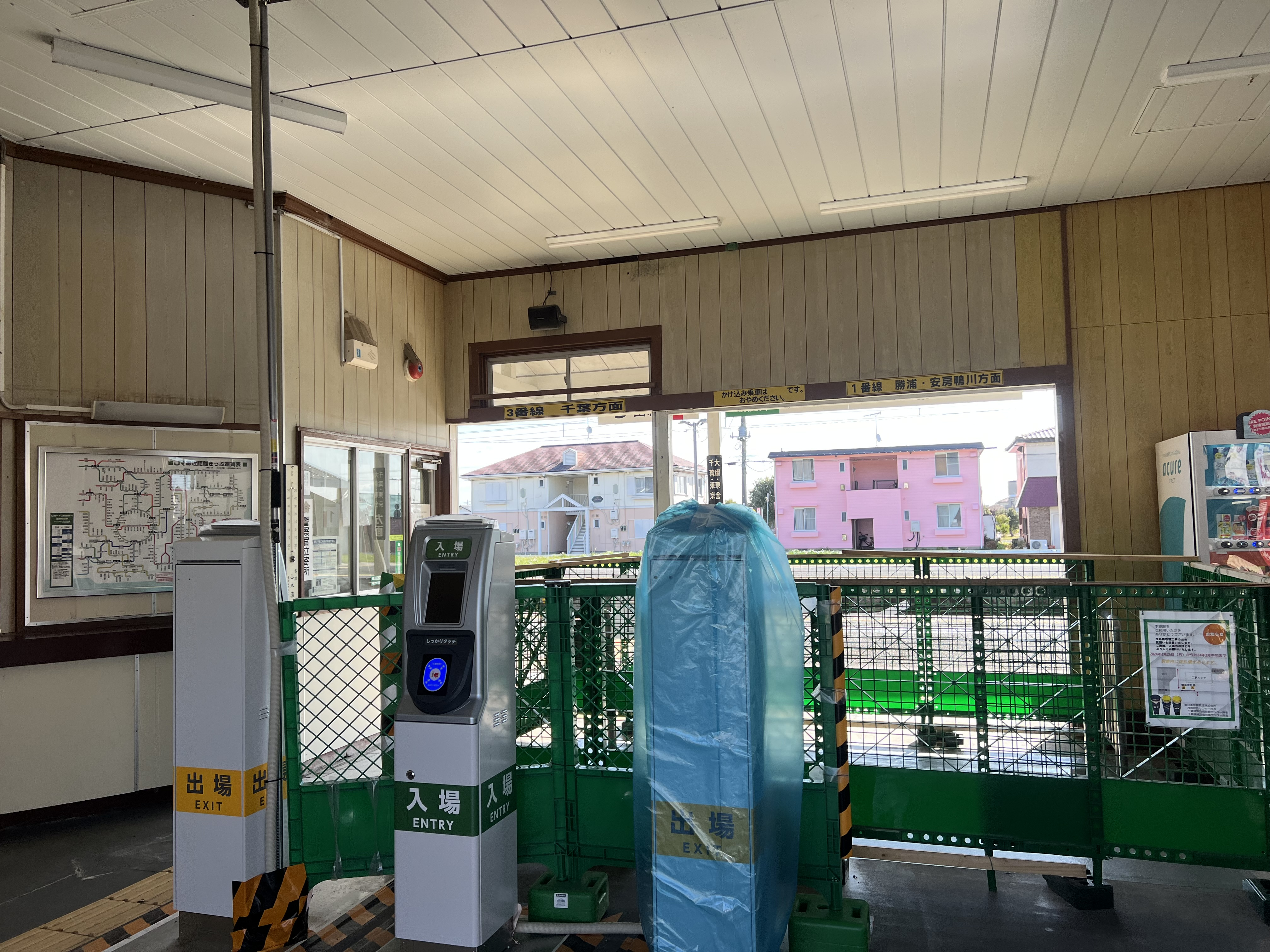
改札口（2024年3月）
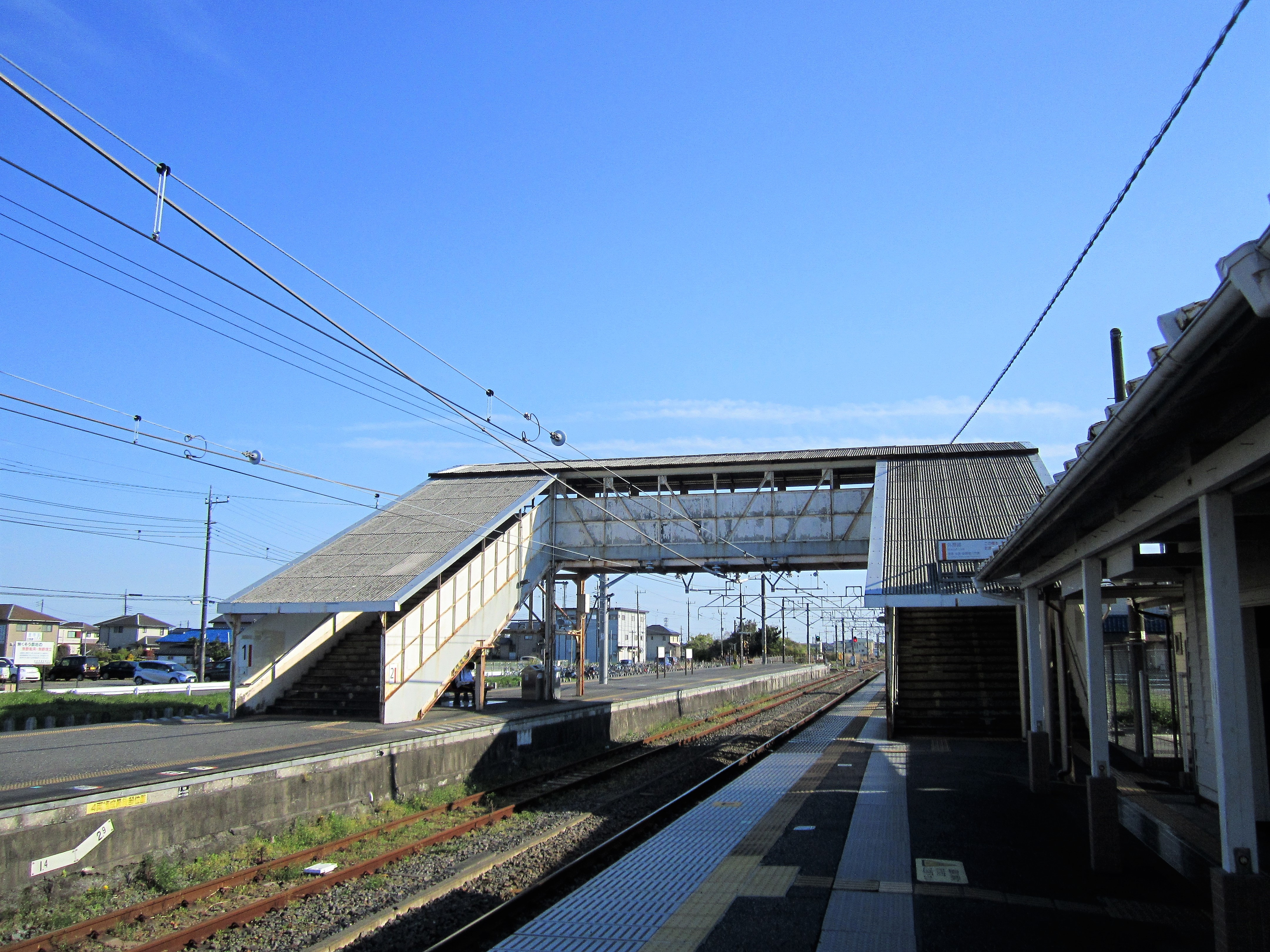
駅ホーム（2019年4月）

## 利用状況
2023年度（令和5年度）の1日平均乗車人員は1,492人である。
1990年度（平成2年度）以降の1日平均乗車人員の推移は以下の通り。
| 年度               | 1日平均 乗車人員 | 出典     |
| ------------------ | ---------------- | -------- |
| 1990年（平成02年） | 2,021            | [ * 1 ]  |
| 1991年（平成03年） | 2,066            | [ * 2 ]  |
| 1992年（平成04年） | 2,204            | [ * 3 ]  |
| 1993年（平成05年） | 2,229            | [ * 4 ]  |
| 1994年（平成06年） | 2,251            | [ * 5 ]  |
| 1995年（平成07年） | 2,327            | [ * 6 ]  |
| 1996年（平成08年） | 2,324            | [ * 7 ]  |
| 1997年（平成09年） | 2,241            | [ * 8 ]  |
| 1998年（平成10年） | 2,186            | [ * 9 ]  |
| 1999年（平成11年） | 2,219            | [ * 10 ] |
| 2000年（平成12年） | 2,237            | [ * 11 ] |
| 2001年（平成13年） | 2,202            | [ * 12 ] |
| 2002年（平成14年） | 2,070            | [ * 13 ] |
| 2003年（平成15年） | 2,001            | [ * 14 ] |
| 2004年（平成16年） | 2,032            | [ * 15 ] |
| 2005年（平成17年） | 2,036            | [ * 16 ] |
| 2006年（平成18年） | 2,028            | [ * 17 ] |
| 2007年（平成19年） | 1,993            | [ * 18 ] |
| 2008年（平成20年） | 1,991            | [ * 19 ] |
| 2009年（平成21年） | 1,921            | [ * 20 ] |
| 2010年（平成22年） | 1,838            | [ * 21 ] |
| 2011年（平成23年） | 1,814            | [ * 22 ] |
| 2012年（平成24年） | 1,775            | [ * 23 ] |
| 2013年（平成25年） | 1,763            | [ * 24 ] |
| 2014年（平成26年） | 1,658            | [ * 25 ] |
| 2015年（平成27年） | 1,656            | [ * 26 ] |
| 2016年（平成28年） | 1,674            | [ * 27 ] |
| 2017年（平成29年） | 1,670            | [ * 28 ] |
| 2018年（平成30年） | 1,640            | [ * 29 ] |
| 2019年（令和元年） | 1,605            | [ * 30 ] |
| 2020年（令和02年） | 1,243            |          |
| 2021年（令和03年） | 1,341            |          |
| 2022年（令和04年） | 1,402            |          |
| 2023年（令和05年） | 1,492            |          |

## 駅周辺

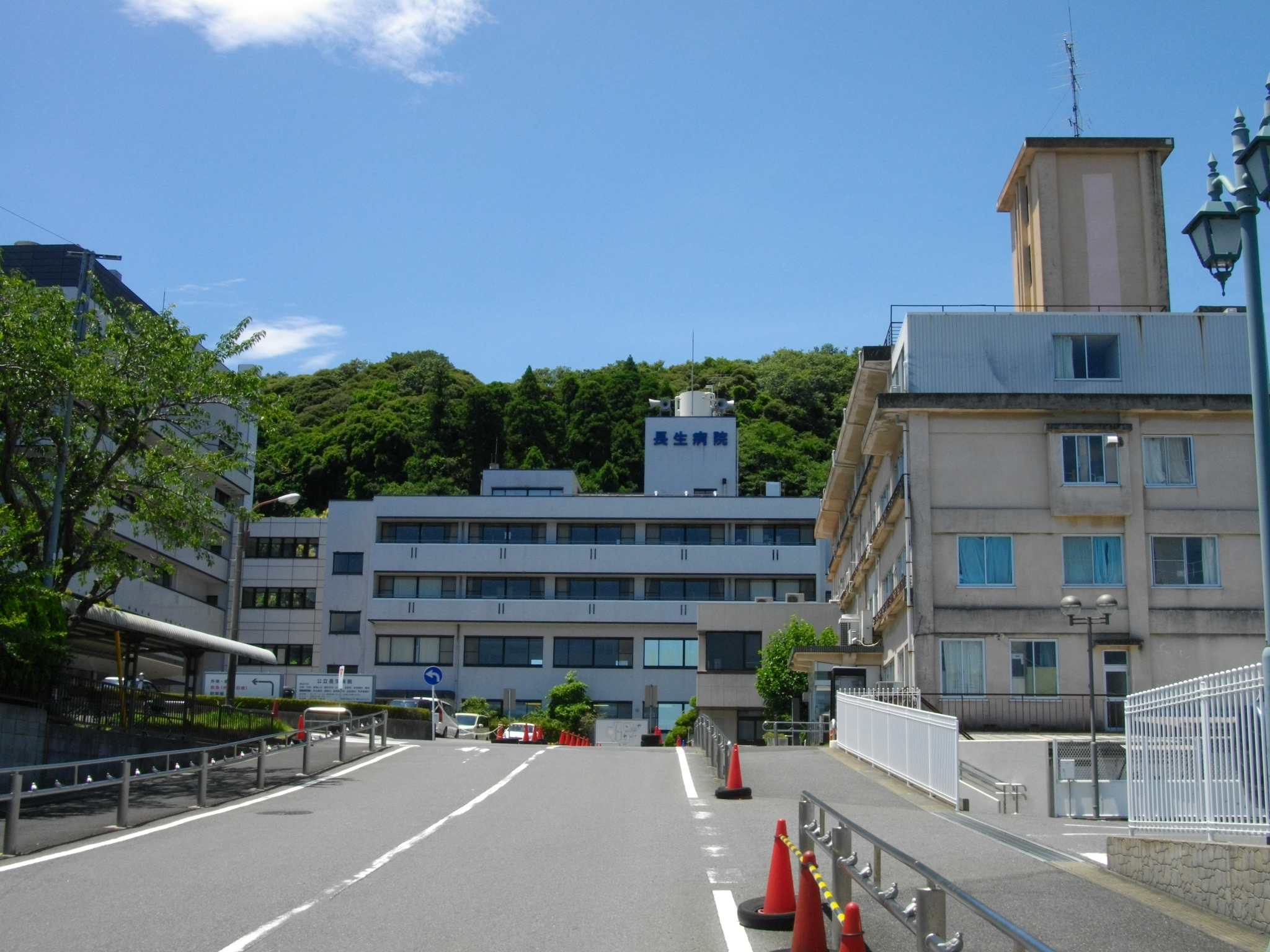
公立長生病院（救急基幹センター）

1972年（昭和47年）に茂原市と合併するまでは、長生郡本納町の中心部であった。
- 国道128号
- 千葉県道226号本納停車場線
- 茂原市役所本納支所
- 公立長生病院
- 長生郡市広域市町村圏組合中央消防署本納分遣所
- 本納公民館
- 本納郵便局
- JA長生本納支店
- 茂原北陵高等学校
- 茂原市立本納中学校
- 茂原市立本納小学校
- 茂原市立本納保育所
- 茂原工業団地
- 橘樹神社
- 本納城址

## バス路線
「本納駅」停留所にて、以下の路線バスが発着する。
- 小湊鉄道
  - 本01：白子車庫行
  - 本02：白子中央公民館前行
  - 本03：北稜高校行
- 茂原市民バス
  - 北部（豊岡）コース：清水集会所行 / 長生病院行

## その他
- 茂原市によりJR東日本へ当駅への快速列車停車、駅舎改築、ホームへの屋根の設置、東口改札の開設が要望されている。
- かつて、駅待合室に大量の提灯が飾られていたことがあった。

## 隣の駅
東日本旅客鉄道（JR東日本）
■外房線
■快速（総武線経由）
通過
■快速（京葉線経由）・■普通（各駅停車）
永田駅 - 本納駅 - 新茂原駅

### 記事本文

##### 広報資料・プレスリリースなど一次資料
1. ↑  “Suicaご利用可能エリアマップ（2001年11月18日当初）” (PDF).   東日本旅客鉄道. 2019年7月27日時点のオリジナルよりアーカイブ。2020年4月30日閲覧。

### 利用状況
1. ↑  千葉県統計年鑑 - 千葉県
2. ↑  統計もばら - 茂原市

JR東日本の2000年度以降の乗車人員
1. 1 2  各駅の乗車人員（2023年度） - JR東日本
2. ↑  各駅の乗車人員（2000年度） - JR東日本
3. ↑  各駅の乗車人員（2001年度） - JR東日本
4. ↑  各駅の乗車人員（2002年度） - JR東日本
5. ↑  各駅の乗車人員（2003年度） - JR東日本
6. ↑  各駅の乗車人員（2004年度） - JR東日本
7. ↑  各駅の乗車人員（2005年度） - JR東日本
8. ↑  各駅の乗車人員（2006年度） - JR東日本
9. ↑  各駅の乗車人員（2007年度） - JR東日本
10. ↑  各駅の乗車人員（2008年度） - JR東日本
11. ↑  各駅の乗車人員（2009年度） - JR東日本
12. ↑  各駅の乗車人員（2010年度） - JR東日本
13. ↑  各駅の乗車人員（2011年度） - JR東日本
14. ↑  各駅の乗車人員（2012年度） - JR東日本
15. ↑  各駅の乗車人員（2013年度） - JR東日本
16. ↑  各駅の乗車人員（2014年度） - JR東日本
17. ↑  各駅の乗車人員（2015年度） - JR東日本
18. ↑  各駅の乗車人員（2016年度） - JR東日本
19. ↑  各駅の乗車人員（2017年度） - JR東日本
20. ↑  各駅の乗車人員（2018年度） - JR東日本
21. ↑  各駅の乗車人員（2019年度） - JR東日本
22. ↑  各駅の乗車人員（2020年度） - JR東日本
23. ↑  各駅の乗車人員（2021年度） - JR東日本
24. ↑  各駅の乗車人員（2022年度） - JR東日本

千葉県統計年鑑
1. ↑  千葉県統計年鑑（平成3年）
2. ↑  千葉県統計年鑑（平成4年）
3. ↑  千葉県統計年鑑（平成5年）
4. ↑  千葉県統計年鑑（平成6年）
5. ↑  千葉県統計年鑑（平成7年）
6. ↑  千葉県統計年鑑（平成8年）
7. ↑  千葉県統計年鑑（平成9年）
8. ↑  千葉県統計年鑑（平成10年）
9. ↑  千葉県統計年鑑（平成11年）
10. ↑  千葉県統計年鑑（平成12年）
11. ↑  千葉県統計年鑑（平成13年）
12. ↑  千葉県統計年鑑（平成14年）
13. ↑  千葉県統計年鑑（平成15年）
14. ↑  千葉県統計年鑑（平成16年）
15. ↑  千葉県統計年鑑（平成17年）
16. ↑  千葉県統計年鑑（平成18年）
17. ↑  千葉県統計年鑑（平成19年）
18. ↑  千葉県統計年鑑（平成20年）
19. ↑  千葉県統計年鑑（平成21年）
20. ↑  千葉県統計年鑑（平成22年）
21. ↑  千葉県統計年鑑（平成23年）
22. ↑  千葉県統計年鑑（平成24年）
23. ↑  千葉県統計年鑑（平成25年）
24. ↑  千葉県統計年鑑（平成26年）
25. ↑  千葉県統計年鑑（平成27年）
26. ↑  千葉県統計年鑑（平成28年）
27. ↑  千葉県統計年鑑（平成29年）
28. ↑  千葉県統計年鑑（平成30年）
29. ↑  千葉県統計年鑑（令和元年）
30. ↑  千葉県統計年鑑（令和2年）